# Christine M. Burton
Christine M. Burton (1953) es una botánica, horticultora estadounidense, una aficionada especialista en el género Hoya.

## Obra
- 1981. Hoyas I Know and Love. Editor J.R. Burden Associates, 52 pp.

## Honores
Miembro de
- The Hoya Society International[2]

- La abreviatura «C.M.Burton» se emplea para indicar a Christine M. Burton como autoridad en la descripción y clasificación científica de los vegetales.[3]